# Settimina (musica)
La settimina è un gruppo irregolare per formazione, che non può avere né suddivisione binaria né suddivisione ternaria. Questo ne determina una difficoltà maggiore nell'esecuzione. Non avendo né ritmo ternario né ritmo binario, può essere considerata (a seconda del tempo in cui si trova) un gruppo irregolare per aumentazione oppure per diminuzione. 

## Notazione
Per poter essere identificate, le settimine posseggono una speciale notazione, secondo la quale è indicata con la cifra 7 scritta al di sopra delle note, che possono essere o meno unite da una legatura. Nel caso essa sia presente, non costituisce né una legatura di valore né di portamento, bensì un segno convenzionale che identifica la settimina stessa, al pari della cifra sette.

## Caratteristiche
La settimina è impiegata sia nei tempi semplici che nei tempi composti, se viene posta in un tempo composto, risulta un gruppo irregolare sovrabbondante, si dovranno infatti eseguire sette note anziché sei ma nella stessa unità di tempo (ad esempio in una misura da 6/8 nell'unità di tempo in cui sono inserite 6 semicrome se ne dovranno eseguire 7), ma, se si presenta in un tempo semplice (come ad esempio nel 2/4), diventa un gruppo insufficiente o irregolare per difetto, si dovranno infatti eseguire sette note anziché otto ma nella stessa unità di tempo (ad esempio 7 biscrome nella stessa unità di tempo di 8 biscrome). I compositori contemporanei ne stanno facendo un uso sempre più intensivo.